# Foster Furcolo
John Foster Furcolo est un homme politique américain, membre du parti démocrate, né le 29 juillet 1911 et mort le 5 juillet 1995. Furcolo est gouverneur du Massachusetts entre 1957 et 1961 et représentant à la chambre entre 1949 et 1952.

## Biographie
Furcolo est né à New Haven dans le Connecticut le 29 juillet 1911. Furcolo sort diplômé de l'université Yale en 1993 et de la Yale Law School en 1936. Il est admis au barreau du Massachusetts en 1937 et commence à pratiquer à Springfield (Massachusetts). Il est candidat au poste de district attorney du Comté de Hampden en 1942 mais échoue. Entre 1942 et 1946, il sert dans l'U.S. Navy pendant la guerre du Pacifique.
En 1948, il se présente à l'élection pour la chambre des représentants sous l'étiquette démocrate et est élu. Il siège du 3 janvier 1949 au 30 septembre 1952.
Le 5 juillet 1952, Furcolo est nommé trésorier et receveur-général du Massachusetts par le gouverneur Paul A. Dever en remplacement de John E. Hurley (en), démissionnaire après avoir trouvé un emploi de greffier à la cour municipale de Boston. Dever voit en Furcolo un jeune démocrate qui peut ramener des voix aux démocrates en dehors de Boston et en dehors de la communauté irlandaise.
En novembre 1952, Furcolo est élu trésorier et reste à ce poste jusqu'en janvier 1955. En 1954, il se présente à l'élection pour le poste de sénateur du Massachusetts mais, sans le soutien de l'autre sénateur démocrate John F. Kennedy, il est battu de peu par le sénateur républicain sortant, Leverett A. Saltonstall. Furcolo se présente au poste de gouverneur de l'État en 1956 et est élu avec 50 000 voix d'avance sur le candidat républicain alors que pour l'élection présidentielle se décidant le même jour, le président républicain sortant Dwight Eisenhower obtient 450 000 voix d'avance dans l'État du Massachusetts sur le Démocrate Adlai Stevenson. Furcolo commence son mandat en 1957 et est réélu en 1958.
Lors de ses deux mandats, il met en place un réseau de community colleges à travers l'État, aide au développement de l'université du Massachusetts, lutte contre les discrimination pour l'accès au logement, soutient l'augmentation des salaires des travailleurs de l'administration de l'État et renforce les systèmes d'aides aux personnes âgées ou au chômage.
Furcolo se présente encore à l'élection sénatoriale de 1960 mais échoue lors des primaires démocrates et quitte la politique pour retourner à la pratique du droit. Après son départ du poste de gouverneur, il est poursuivi de s'être arrangé pour que les membres du conseil exécutif de l'État puisse recevoir des pots-de-vin. Les poursuites sont abandonnées en 1965. Il travaille entre 1967 et 1972 comme assistant du district attorney pour le comté de Middlesex. Il enseigne aussi des sujets comme l'éthique, le droit criminel, le droit administratif. En 1969, il fait partie du comité consultatif sur les drogues du procureur général des États-Unis (US Attorney General). Entre 1975 et 1979, il est juge sur des questions de droit administratif à la commission américaine de sûreté et de santé.
Furcolo est l'auteur de plusieurs livres et pièces, en particulier, Massacre at Katyn, qui raconte le massacre de Katyń dont il a entendu parler alors qu'il faisait partie du comité du Congrès enquêtant à ce sujet. Dans sa jeunesse, il a écrit plusieurs pièces, dont Fancy Free, The Grail, Let George Do It.
Furcolo meurt d'une insuffisance cardiaque le 5 juillet 1995 à l'âge de 83 ans à Cambridge dans le Massachusetts. Il est enterré dans le cimetière d'Holyhood à Brookline.

## Source
- (en) Cet article est partiellement ou en totalité issu de l’article de Wikipédia en anglais intitulé « Foster Furcolo » (voir la liste des auteurs).

## Référence
1. ↑  (en) Dever Picks Furcolo As Treasurer, Christian Science Monitor, p. 14., The Boston Globe, 5 juillet 1952.
2. 1 2 3  (en) Nécrologie sur le site du New York Times, 6 juillet 1995.